# DrugBank
De DrugBank databank die door de University of Alberta wordt bijgehouden is een unieke bron van informatie op het gebied van bioinformatica and chemoinformatica die gedetailleerde informatie over chemische, farmacologische en farmaceutische gegevens combineert. De database bevat informatie over meer dan 4100 medicamenten, en 15000 proteïnen die gelinkt worden met de medicamenten. Iedere DrugCard bevat meer dan 80 gegevens waarvan de helft direct betrekking hebben op het medicament zelf terwijl de andere helft de gerelateerde proteïnen beschrijft. Gebruikers kunnen de DrugBank op diverse manieren bevragen.